# Бангор (футбольний клуб)
Футбольний клуб «Банго́р» — північноірландський футбольний клуб, що грає у Першому дивізіоні Північної Ірландії. Заснований і обраний до складу ліги у 1918 році. Представляє місто Бангор. Традиційні кольори клубу — золотий та блакитний. Домашні матчі команда грає на стадіоні «Клендібоє Парк».

## Досягнення
- Кубок Північної Ірландії:
  - Володар (1): 1992-93
- Кубок північноірландської ліги:
  - Володар (1): 1992-93
- Суперкубок Північної Ірландії:
  - Володар (1): 1993